# Csungnansan-alagút
A Csungnansan (Zhongnanshan)-alagút (kínaiul:秦嶺終南山隧道; pinjin: Qínlǐng Zhōngnánshān suìdào) a leghosszabb ikercsöves és egyben a második leghosszabb közúti alagút a világon, a leghosszabb közúti alagút Ázsiában. 18 040 méter hosszan fúrták a Csungnansan (Zhongnanshan)-hegységen keresztül (Sanhszi (Shanxi) tartomány) és része lesz a Hszian (Xi'an)–Ankang autópályának.
1990-ben készítették az első terveket, majd 2002-ben láttak neki az építkezésnek. Rekordidő alatt készült el: 5 év kellett a két alagút kifúrásához. 2007. január 20-án adták át a forgalomnak.
Fontos szerepet játszik Hszian (Xi'an) és a délre fekvő területek összekapcsolásában, hiszen a hegységen való átkelést 3 óráról mindössze 40 percre rövidíti.
Az alagút összköltsége 3,2 milliárd jüan (yuan), vagyis kb. 82 milliárd forint.